# Cordigliera Penibetica
La Cordigliera Penibetica (in spagnolo Cordillera Penibética) è una catena montuosa della Spagna, in Andalusia, che costituisce la parte più meridionale della cordigliera Betica: si estende da ovest ad est per circa 300 chilometri, dallo stretto di Gibilterra alla provincia di Almería, in prossimità della costa del Mar Mediterraneo, comprendendo la Sierra Nevada, dove si trova il monte Mulhacén, il più alto della Penisola iberica. Dal 1996 la Sierra Nevada è una riserva della biosfera dell'UNESCO.